# Овсянникова, Анна Георгиевна
А́нна Гео́ргиевна Овся́нникова (род. 1947) — советская и российская актриса. Заслуженная артистка РСФСР (1989).

## Биография
Анна Овсянникова родилась 24 февраля 1947 года в Ставрополе.
Имеет двух сестёр. В 16 лет стала сиротой.
Актёрского образования не имеет. С 1966 года работала в Ставропольском театре кукол. В 1970 году перебралась в Братск и стала работать в Братском театре кукол «Тирлямы». Широко известной стала после роли Анны в фильме Лидии Бобровой «Бабуся» (2003).

## Награды
- Приз в номинации «за лучшую женскую роль» на международном кинофестивале в Майами за роль в фильме «Бабуся».
- Приз в номинации «за лучшую женскую роль» на международном кинофестивале в Копенгагене за роль в фильме «Бабуся».
- Приз в номинации «за лучшую женскую роль» на кинофестивале «Золотой витязь» в Иркутске за роль в фильме «Бабуся».
- Приз в номинации «за лучшую женскую роль» на кинофестивале «Кинотавр» в Сочи за роль в фильме «Бабуся».

## Спектакли театра кукол «Тирлямы»
- Мартынко
- Длинный язык
- Андрей-стрелок и Марья-голубка
- Сказки бабушки Ани
- Возиная Мышня
- Хитана
- Звездные мастера
- Шерочка с Машерочкой
- Наше ателье
- Ревизор

## Фильмография
- 1988 — Трудно первые сто лет — Домна Павловна
- 1989 — Софья Петровна
- 1989 — Зеленинский погост
- 1990 — Тело — мама Светы
- 1990 — Облако-рай — Татьяна Иванна
- 1990 — Искушение Б.
- 1997 — В той стране — Афанасьевна
- 1998 — Хрусталёв, машину!
- 2002 — Кострома — мама
- 2003 — Бабуся — Анна
- 2005 — Коля — перекати поле — Татьяна Иванна
- 2007 — Платки — тётя Пава
- 2008 — Амнистия от президента
- 2013 — Трудно быть богом — женщина с туфлёй
- 2013 — Чудо, новелла «Встреча» — Зина
- 2014 — Танкисты своих не бросают — старушка